# Tikkoun Hatzot
Pour les articles homonymes, voir Tikkoun.
Le Tikkoun 'Hatzot (lit. "office de minuit") est un rituel juif de lamentation récité à chaque minuit en souvenir de la destruction du Temple de Jérusalem. Il s'agit d'une observance non obligatoire et non-universellement suivie. Elle n'est récitée que dans le judaïsme orthodoxe.

## Origine de la coutume
Les Sages du Talmud ont écrit que chaque Juif devrait pleurer la destruction du Temple. Cette coutume prit force de halakha (loi) tant elle était répandue.
Les premiers à la mettre en pratique furent les Juifs orientaux, qui ajoutaient des kinot (élégies) lors des offices de Sabbath pendant les trois semaines entre le 17 Tammouz et Tisha BeAv, mais non pendant les jours de semaine. Cet usage fut désapprouvé, car il faisait spécifiquement du Sabbath un jour de deuil, alors que c'est précisément le jour où le deuil est interdit. Isaac Luria abolit donc ce minhag, mais il déclara que le Tikkoun Hatzot devrait être dit chaque jour.

## Office
L'office du Tikkoun Hatzot peut être réalisé individuellement, sans minyan. À minuit, l'orant s'assoit sur le sol, enlève ses chaussures, et lit le Psaume 102 (la « Prière des Affligés »), après lequel il réalise un Viddouï (confession) incluant la prière 'Ashamnou' (« nous avons péché »). Il lit ensuite le Psaume 132, et le Psaume 79 d'Asaph. Les kinot sont ensuite récitées ; elles varient selon les communautés, chacune ayant connu ses malheurs propres. L'office se conclut par la lecture d'Isaïe 52:2 (« Secoue ta poussière, [...]Jérusalem etc. »)

## Dans la Kabbale
D'après les enseignements de la Kabbale, le Tikkoun 'Hatzot est important pour le rapprochement de la Gueoula (Rédemption). De plus, selon un enseignement de Rabbi Shimon bar Yohaï consigné dans le Talmud, lorsque le peuple juif s'en alla en exil, la Shekhina (présence divine) les suivit.